# Muscolo brachioradiale
Il muscolo brachioradiale appartiene al piano superficiale della loggia laterale dell'avambraccio. Esso è il più lungo e il più anteriore dei muscoli della loggia laterale dell'avambraccio.

## Origine e inserzione
Il muscolo brachioradiale ha origine sull'omero dalla cresta sopracondiloidea e dall'epicondilo laterale, decorre in posizione laterale e a circa metà dell'avambraccio si continua con un tendine per inserirsi al processo stiloideo del radio.

## Azione
Flessione dell'avambraccio sul braccio e mantenimento dell'avambraccio in posizione intermedia tra supinazione e pronazione (posizione neutra).

## Galleria d'immagini

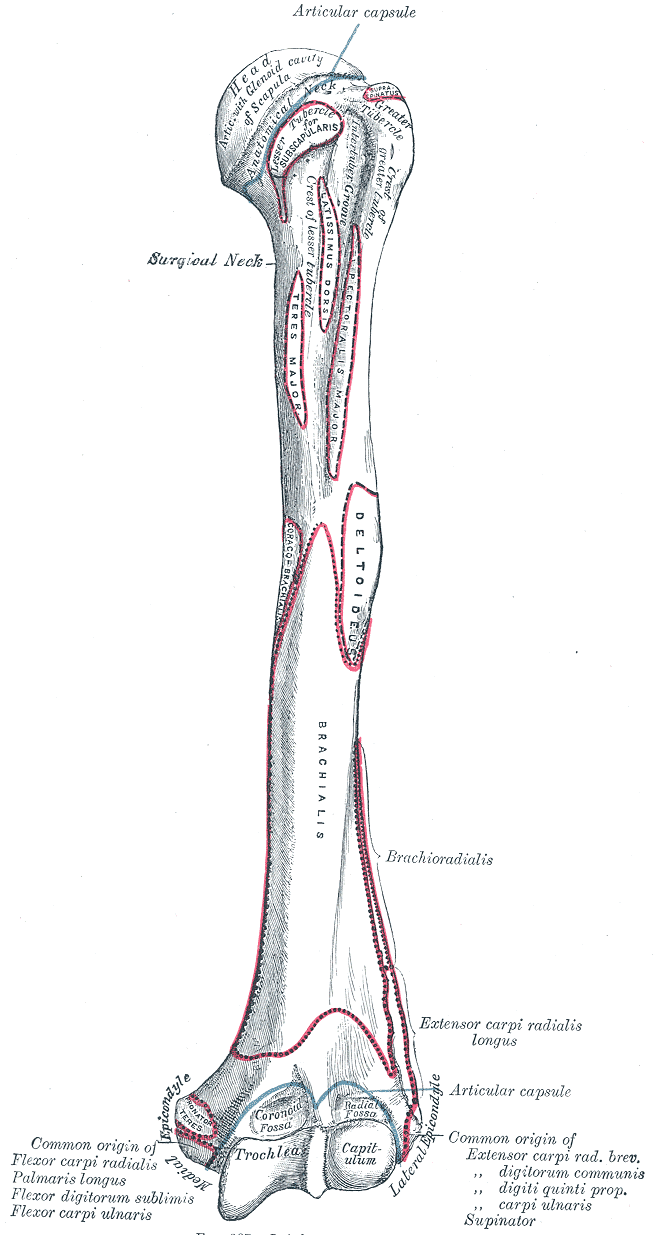
Omero sinistro. Vista anteriore.
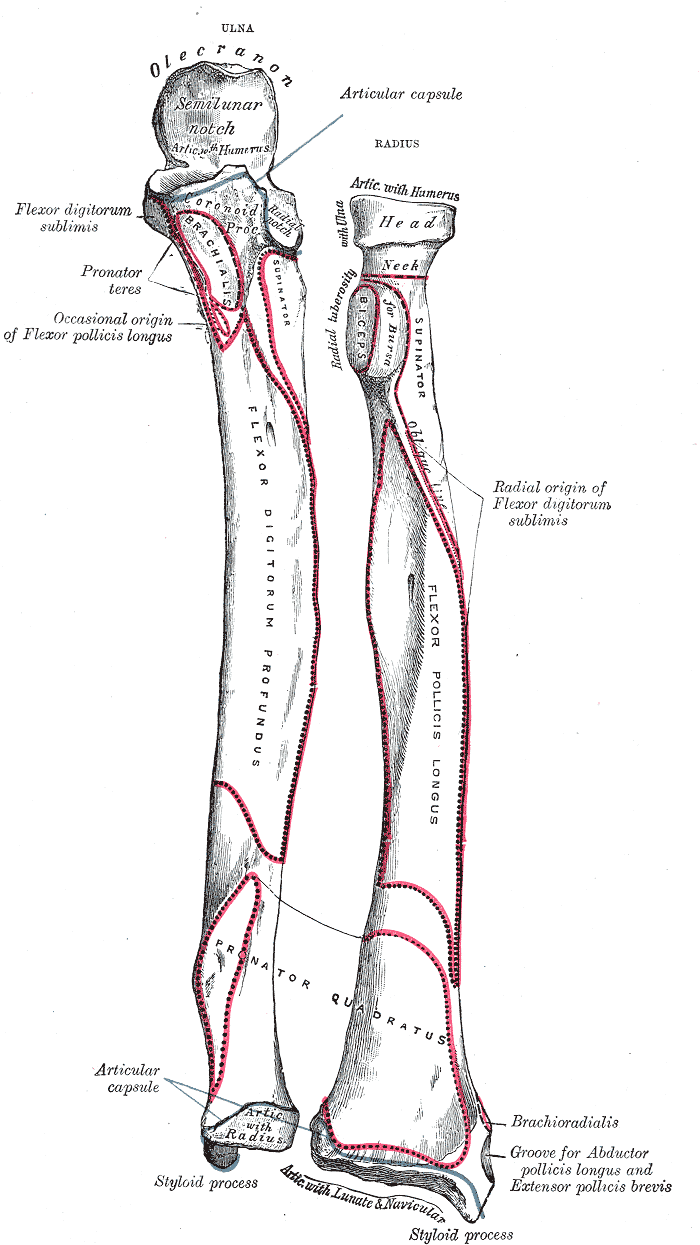
Ossa dell'avambraccio sinistro. Aspetto anteriore.
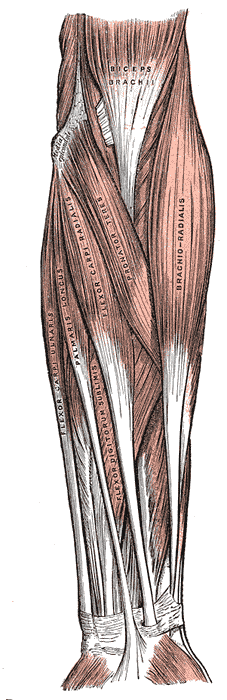
Faccia anteriore dell'avambraccio di sinistra. Muscoli superficiali.
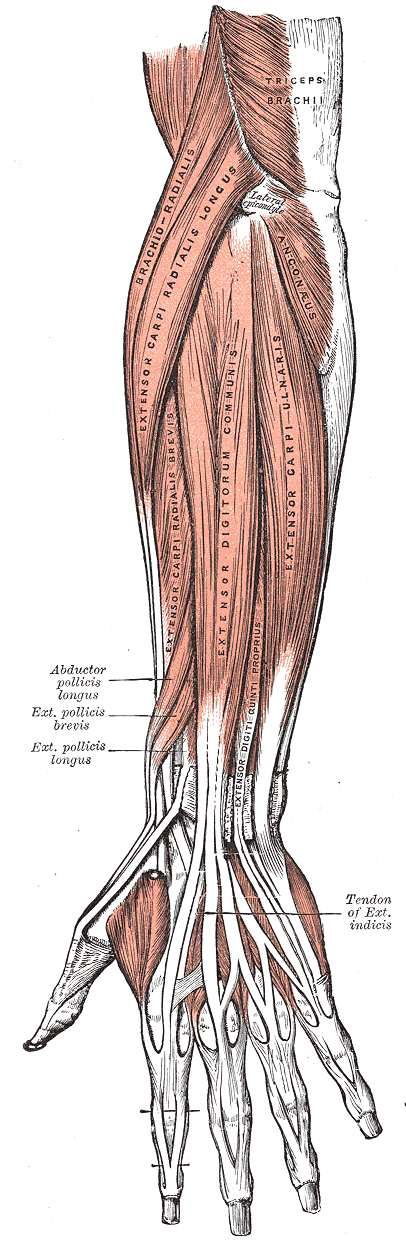
Faccia posteriore dell'avambraccio di sinistra. Muscoli superficiali.
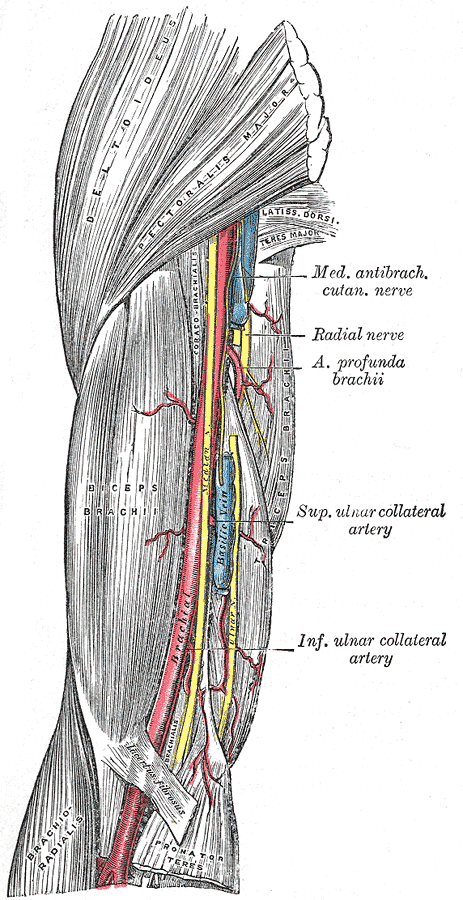
Arteria radiale.
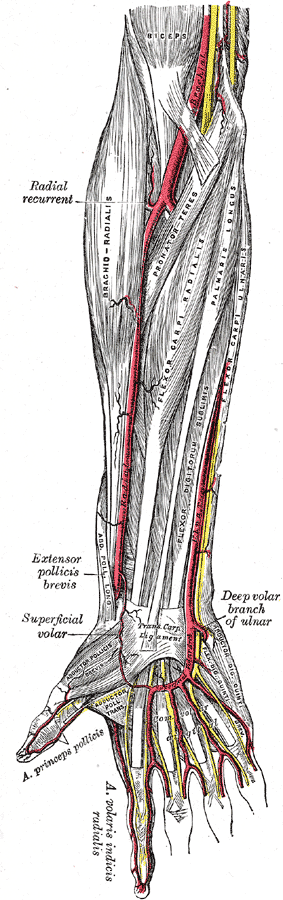
Arterie radiale e ulnare.
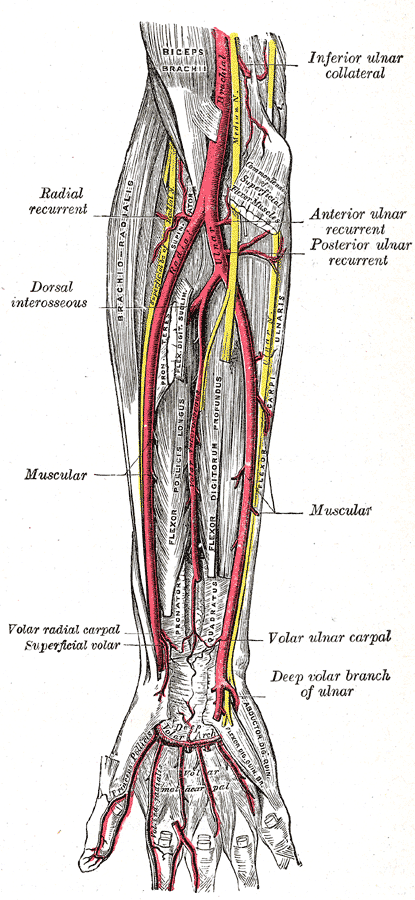
Arterie radiale e ulnare. Visione profonda.
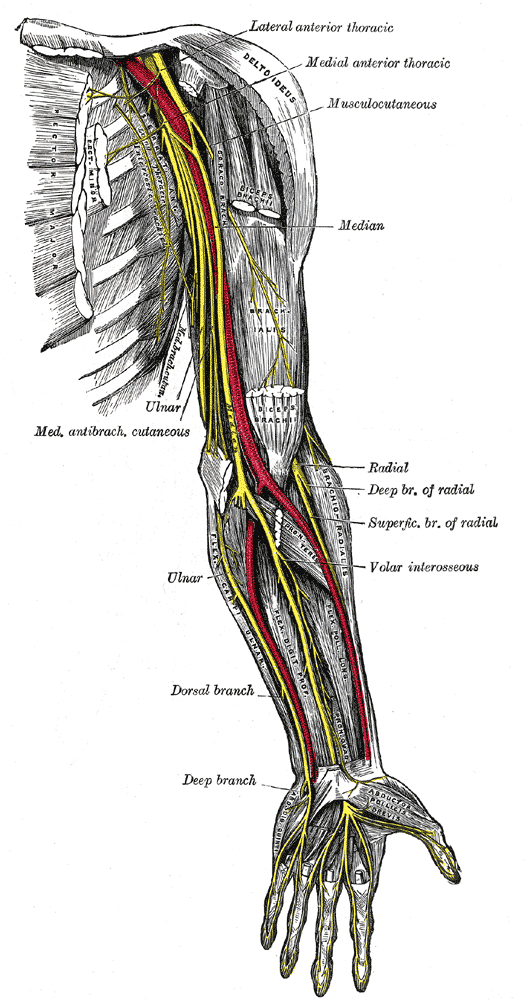
Nervi dell'arto di sinistra.